# 郡山藩
郡山藩（こおりやまはん）は、大和国に存在した藩。藩庁は郡山城（奈良県大和郡山市）に置かれた。

## 藩史

### 前史
大和国は戦国時代の頃、寺社勢力や豪族が割拠する分裂状態であり、その中では三好長慶や織田信長に仕えたことで有名な奸雄・松永久秀が最も有力であった。久秀が信長に叛いて自滅した後は筒井順慶、次いでその養嗣子・定次、そして豊臣秀吉の弟・秀長と続いた後、豊臣政権の五奉行の一人・増田長盛が20万石で領した。慶長5年（1600年）の関ヶ原の戦いで、長盛は西軍に与したが、その裏では石田三成の挙兵を徳川家康に内通するという保身策も行なっていた。そのため戦後、所領こそ召し上げられたが、一命は助けられて（一説には金で命を買ったとも）高力清長に預けられた。
その後、郡山は徳川直轄領となっていたが、大坂の陣直前には家康が豊臣秀頼の郡山移封を要求したために徳川氏と豊臣氏が全面衝突するに至ったと言われている。この事があったためか、元和元年（1615年）の大坂夏の陣では、豊臣軍が郡山城を攻撃して城を守っていた筒井定慶（順慶の養子）を討ち取った。定慶の死により、中世以来の大和の名族筒井氏は滅亡することになった。

### 水野勝成と松平忠明
大坂の陣の終結後、三河国刈谷藩より水野勝成が6万石で入って立藩する。しかし勝成は西国鎮衛の任を帯びて元和5年（1619年）備後国福山藩へ移封され、代わって大坂藩より松平忠明（家康の外孫、養子でもある）が12万石で入った。しかし忠明も寛永16年（1639年）に播磨国姫路藩へ移封される。

### 本多政勝と政長・政利
松平忠明と入れ替わりで、姫路から本多政勝が15万石で入る。政勝の先代政朝（徳川四天王で有名な本多忠勝の孫）には嫡子政長、及び次男政信がいたが、政長はまだ6歳であったため、跡を継がせるわけにはいかなかった（本多家には家訓として幼君に家督を継がせてはならぬという掟があった）。そこで政朝は、従弟の政勝に家督を譲り、政長成長の暁には家督を政長に譲るようにと遺言を残していた。
ところが、本来なら家督が巡る機会などなかった政勝は、次第にこの遺言を無視して実子の政利に家督を譲りたいと思うようになった。そこで政勝・政利父子は時の大老酒井忠清に取り入って、自らが家督を継ごうと画策し始める。これを見た本多家の家臣都築惣左衛門は政勝に対して、一刻も早く家督を成長した政長に譲るように要請した。これにより、政勝はしぶしぶ政長を養嗣子と定めたが、政利の家督への野望は断ち切れず、寛文11年（1671年）に政勝が死去すると、即座に酒井忠清に取り入って裏工作を行なった。そして幕府の裁定により、所領15万石のうち9万石を政長が、残り6万石を政利が継ぐようにと命じられた（ただし、政長は郡山新田藩主として領していた3万石はそのまま安堵されたため、合計12万石となる）。この9万石、6万石の分知により、この騒動は「九・六騒動」と呼ばれている。
騒動はその後も続いた。15万石全てを相続できなかったことに不満を抱いた政利は、延宝7年（1679年）夏、政長を毒殺した。これにより政利は政長の9万石をも相続できると思ったのであろうが、幕府の再びの裁定は、政長の跡継ぎである忠国（忠勝の子・本多忠政の外曾孫）が15万石と家督を相続した上で陸奥国福島藩へ移封、政利は播磨国明石藩へ移封というものであった。政利と繋がっていた大老・酒井忠清が、この頃になると権勢を失って失脚していたためであった。そして天和2年（1682年）、政利は政長の毒殺の陰謀などが露見し、所領没収の上で三河国岡崎藩の牢獄に入獄し、同地で死去した。

### 松平信之と本多忠平家
忠国移封後は、播磨国明石藩から松平信之が8万石で入る。しかし貞享2年（1685年）老中に昇格したのを期に下総国古河藩へ移封した。
代わって下野国宇都宮藩より、本多忠平が12万石で入った。この本多氏は、政長系統とは別の本多忠義（忠勝の孫）の系統である。しかし、忠平以後は幼主の早世が続き、5代本多忠烈は5歳で藩主となったが5万石に減知された上、享保8年（1723年）に6歳で没し、無嗣断絶となった。

### 柳沢家
将軍徳川吉宗期の享保9年（1724年）、享保の改革における幕府直轄領拡大に際して、甲斐国甲府藩から柳沢吉里が15万1000石で入る。以降明治維新まで柳沢家6代の支配を経ることになる。2代信鴻、3代保光は名君の誉れ高く、治世の安定、文武の興隆、殖産事業の発展に努めた。畿内の雄藩として禁裏の守護や京都・奈良の防火活動などを行った。慶応4年（1868年）の戊辰戦争では新政府軍に加わり、東北地方まで転戦した。
明治4年（1871年）、廃藩置県により郡山県となり、のち奈良県、奈良府、堺県、大阪府を経て、再び奈良県が分離された。
最後の藩主となった柳沢家は明治17年（1884年）に伯爵となり、華族に列した。

## 歴代藩主

### 水野家
譜代　6万石　（1615年 - 1619年）
1. 水野勝成

### 松平（奥平）家
譜代　12万石　（1619年 - 1639年）
1. 松平忠明

### 本多家
譜代　15万石→12万石　（1639年 - 1679年）
1. 本多政勝
2. 本多政長
3. 本多忠国

### 松平（藤井）家
譜代　12万石　（1679年 - 1685年）
1. 松平信之

### 本多家
譜代　12万石→5万石　（1685年 - 1723年）
1. 本多忠平
2. 本多忠常
3. 本多忠直
4. 本多忠村
5. 本多忠烈 5万石で相続

### 柳沢家
譜代　15万1000石　（1724年 - 1871年）
1. 柳沢吉里
2. 柳沢信鴻
3. 柳沢保光
4. 柳沢保泰
5. 柳沢保興
6. 柳沢保申

#### 家老
- 柳沢家（郡山藩内3000石・藩主一門）
  - 柳沢保格 - 里恭（別名柳沢淇園、画人、風流人として知られる） - （略） - 権太夫

## 支藩（郡山新田藩）
郡山新田藩（こおりやましんでんはん）は、本多家時代（1639年 - 1679年）の郡山藩の支藩である。本多政勝の長男の本多勝行は、政勝の姫路藩主時代にその支藩姫路新田藩の藩主であったが、寛永16年（1639年）に政勝の郡山への移封にともない、新たに郡山において旧領と同じ4万石を分知された。これが郡山新田藩の起こりである。勝行の早世後、その所領は義兄の政長が3万石、政信が1万石をそれぞれ分与された。
寛文11年（1671年）に本藩の政勝が死去すると、政長が本藩の家督を継いで郡山藩主となるが、幕府の裁定により、郡山藩の所領15万石のうち9万石（新田領と合わせて12万石）を政長が、残り6万石を勝行の弟の政利が相続した。延宝7年（1679年）、政利は播磨国明石藩へ移封され、廃藩となった。
政信が分与された1万石の所領も、延宝7年（1679年）に、子の政貞（忠英）が播磨国山崎藩へ移封され、廃藩となった。

### 郡山新田藩主
本多家
譜代 4万石→3万石と1万石→6万石と1万石　（1639年 - 1650年、1653年 - 1679年）
- 本多勝行（1639年 - 1650年） 4万石
- 本多政長（1653年 - 1671年） 3万石：勝行の遺領から分与
- 本多政信（1653年 - 1662年） 1万石：勝行の遺領から分与
- 本多政貞（1662年 - 1679年） 1万石：政信の家督を相続
- 本多政利（1671年 - 1679年） 6万石：郡山藩の本領から分与（勝行の遺領とは別）

## 幕末の領地
- 大和国
  - 添上郡のうち - 22村
  - 添下郡のうち - 54村
  - 平群郡のうち - 24村
  - 広瀬郡のうち - 25村
  - 葛下郡のうち - 44村
  - 式下郡のうち - 33村
  - 十市郡のうち - 14村
- 河内国
  - 讃良郡のうち - 4村
  - 若江郡のうち - 1村
- 近江国
  - 蒲生郡のうち - 27村
  - 神崎郡のうち - 13村
  - 坂田郡のうち - 13村
  - 浅井郡のうち - 32村（うち14村を朝日山藩に編入）
  - 高島郡のうち - 31村